# Hovd gol
Il fiume Hovd o Hovd gol (in mongolo Ховд гол) si trova nella Mongolia occidentale, nella provincia del Bajan-Ôlgij, entra poi nella provincia di Hovd (che prende il nome dal fiume) dove sfocia nel Har-Us nuur. Ha una lunghezza di 516 km ed è il più lungo fiume del bacino dei Grandi laghi, ha una larghezza media di 80–140 m e una profondità da 1,5 a 3 m.
Nasce alimentato dalle acque di tre laghi: Hoton, Hurgan e Dajan (alle coordinate: 48.152933°N 92.31235°E), attraversa le città di Cėngėl (Tsengel), Ulaanhus e Sagsaj, centri amministrativi dei distretti omonimi e quindi Ôlgij, capoluogo della provincia del Bajan-Ôlgij, e sfocia quindi nel Har-Us nuur (48.637446°N 88.788757°E), nella provincia di Hovd.

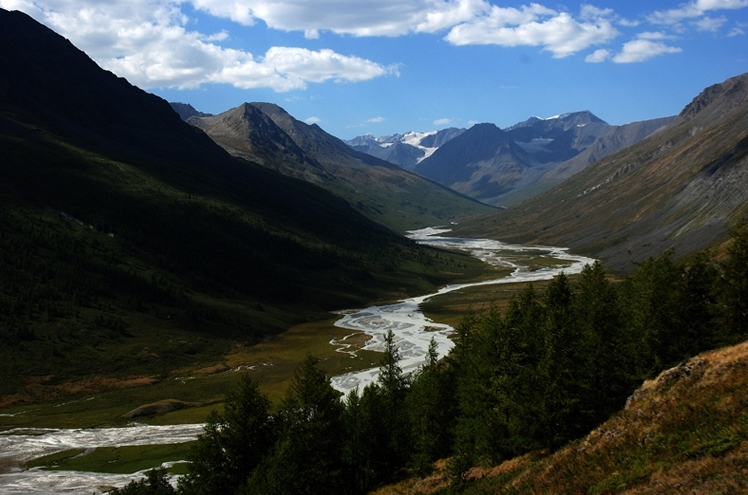
La valle del Hovd